# Файзиев, Шакар
Шакар Файзиев — советский хозяйственный, государственный и политический деятель.

## Биография
Родился в 1936 году в Булунгурском районе Самаркандской области. Член КПСС.
С 1954 года — на хозяйственной, общественной и политической работе. В 1954—1985 гг. — колхозник колхоза «Правда Востока» Булунгурского
района, преподаватель, старший преподаватель, доцент Самараканадского государственного университета, заведующий отделом пропаганды и агитации Самаркандского обкома партии, второй секретарь Самаркандского горкома, первый секретарь Самаркандского горкома КП Узбекистана.
Избирался депутатом Верховного Совета Узбекской ССР 10-го созыва.
Жил в Узбекистане.